# Bombyx lemee-pauli
Bombyx lemee-pauli is een vlinder uit de familie van de echte spinners (Bombycidae). De wetenschappelijke naam van de soort is voor het eerst geldig gepubliceerd in 1950 door Lemée.